# Airtight Games
Airtight Games là nhà phát triển trò chơi điện tử độc lập của Hoa Kỳ có trụ sở tại Redmond được thành lập vào năm 2004. Nó bao gồm các thành viên cũ của FASA Studio, Will Vinton Studios và Microsoft, với các thành viên chủ chốt bao gồm chủ tịch Jim Deal, giám đốc Matt Brunner và đồng sáng lập Ed Fries.

## Lịch sử
Airtight Games được thành lập vào năm 2004 bởi nhóm nòng cốt đã cung cấp tựa game Xbox Crimson Skies: High Road to Revenge. Tựa game đầu tiên của họ là trò chơi hành động Dark Void năm 2010, do Capcom xuất bản và phát hành ở ba nền tảng là Microsoft Windows, PlayStation 3 và Xbox 360.
Vào năm 2012, nhà phát triển đã xuất bản một trò chơi nền tảng giải đố với Square Enix là nhà phát hành, có tên là Quantum Conundrum. Vào năm 2012 và 2013, nhà phát triển tiếp tục phát hành thêm hai trò chơi trên nền tảng hệ điều hành iOS. Soul Fjord, một trò chơi lai giữa roguelike/nhịp điệu được phát triển dưới dạng tựa độc quyền cho bảng điều khiển Ouya tồn tại  thời gian ngắn và phát hành vào năm 2014.
Vào tháng 6 năm 2014, nhà phát triển phát hành trò chơi Murdered: Soul Suspect, do Square Enix xuất bản và phát hành cho các nền tảng Microsoft Windows, PlayStation 3, PlayStation 4, Xbox 360 và Xbox One. Thời điểm đó, 14 nhân viên bị sa thải và giám đốc Kim Swift đã gia nhập Amazon Game Studios. Airtight Games chính thức giải thể vào tháng 7 năm 2014.

## Trò chơi
| Năm  | Trò chơi               | Nhà phát hành  | Nền tảng | Nền tảng | Nền tảng | Nền tảng | Nền tảng | Nền tảng | Nền tảng |
| Năm  | Trò chơi               | Nhà phát hành  | Ouya     | iOS      | PS3      | Win      | X360     | PS4      | XBO      |
| ---- | ---------------------- | -------------- | -------- | -------- | -------- | -------- | -------- | -------- | -------- |
| 2010 | Dark Void              | Capcom         | Không    | Không    | Có       | Có       | Có       | Không    | Không    |
| 2012 | Quantum Conundrum      | Square Enix    | Không    | Không    | Có       | Có       | Có       | Không    | Không    |
| 2012 | Pixld                  | Airtight Games | Không    | Có       | Không    | Không    | Không    | Không    | Không    |
| 2013 | DerpBike               | Airtight Games | Không    | Có       | Không    | Không    | Không    | Không    | Không    |
| 2014 | Soul Fjord             | Airtight Games | Có       | Không    | Không    | Không    | Không    | Không    | Không    |
| 2014 | Murdered: Soul Suspect | Square Enix    | Không    | Không    | Có       | Có       | Có       | Có       | Có       |